# Edifici Fàbregas
L'Edifici Fàbregas, també conegut com a Gratacel(s) Urquinaona, està situat a la cantonada dels carrers de Trafalgar i Jonqueres de Barcelona i està catalogat com a bé cultural d'interès local. Fou el primer gratacel construït a Barcelona i és un interessant exemple d'arquitectura contemporània de la dècada del 1930, que reflecteix la convivència d'un període dominat per l'academicisme amb les noves tendències racionalistes.

## Història
Va ser projectat abans del 1936 per l'arquitecte madrileny Luis Gutiérrez Soto per encàrrec de Joan Fàbregas i Moragas, propietari dels magatzems La Saldadora. Les obres, dirigides per l'arquitecte Carles Martínez Sánchez, que ja havia treballat per a Fàbregas, es van aturar durant la Guerra Civil i no s'acabaren fins al 1944.
El 1949 s'hi va instal·lar la botiga de llums Abelux, que actualment ocupa les quatre primers plantes de l'edifici.

## Descripció
Situat en una parcel·la triangular, consta de planta baixa de doble alçada que integra un entresòl i tretze plantes al voltant d'un pati central. Aquesta disposició permet ventilar totes les dependències de servei i col·loca els nuclis de comunicació vertical a cada un dels vèrtexs. La façana principal es divideix en volums més petits que sobresurten respecte al pla de façana i integren uns balcons correguts. La cantonada es resol arrodonint el xamfrà.
El pis principal apareix volat respecte la línia de façana i s'estén com una tribuna correguda en tot el perímetre. Aquesta tribuna marca una component horitzontal que contrasta amb la verticalitat dels tres cossos de balcons. També li aporta un marcat caràcter de modernitat al tenir totes les obertures de vidre continues sense cap tancament opac, deixant entreveure tota la planta lliure de parets de càrrega. Per altra banda l'alçada de l'entresòl fa que aquesta planta juntament amb els grans vitralls faci també de planta noble juntament amb el principal.
El pla de façana és una estricta retícula de finestres quadrades repartides a un ritme costant, sense decoració. El coronament i la coberta de l'edifici es resolen creant un joc de volums on participen les tres últimes plantes. Es tracta d'una solució influenciada pels dissenys que ja havia assajat Le Corbusier en blocs d'habitatges. També es denota la influència de l'estètica dels vaixells de l'època.
Decorativament cal esmentar que en els portals i vestíbuls de planta baixa existeix una decoració molt austera de gust noucentista/academicista, més clarament destacat en les portes metàl·liques vidriades dels vestíbuls d'accés.
Cal destacar la coherència formal d'aquest edifici que sap resoldre la magnitud del seu volum i la integració urbana. També troba unes solucions molt eficaces per dotar a las primeres plantes d'una capacitat comercial pionera en la seva època.